# David MacEachern
David G. MacEachern (* 4. November 1967 in Charlottetown, Prince Edward Island) ist ein ehemaliger kanadischer Bobsportler und Olympiasieger.

## Karriere
MacEachern gewann bei der Weltmeisterschaft 1996 in Calgary als Anschieber von Pierre Lueders die Silbermedaille im Zweierbob. Des Weiteren nahm MacEachern an den Olympischen Winterspielen 1992, 1994 und 1998 sowohl im Zweier- als auch im Viererbob teil. 1998 wurde er mit Lueders im Zweierbob Olympiasieger.
Nach seiner Sportlerkarriere begann er als Motivationsredner und Krafttrainer bei Nike zu arbeiten. Während den Olympischen Winterspielen 2006 war er als Kommentator bei CBC Television für Bob- und Skeletonwettbewerbe tätig. MacEacherns sportliche Talente beschränken sich nicht nur auf Winterveranstaltungen. Während seiner Universitätszeit war er Fußballspieler und in seiner Zeit an der High School war er Leichtathlet.